# Антошкин, Евгений Александрович
Евгений Александрович Антошкин (1 февраля 1937 года, Раменское Московской области — 1 августа 2011 года, Москва) — русский советский поэт. Член Союза писателей СССР (1969).

## Биография
Родился в простой рабочей семье, детство прошло в деревне Посконь Мосальского района, Калужская область. Получил рабочую специальность, работал слесарем-сборщиком. Член КПСС с 1967 года.
Окончил Литературный институт имени А. М. Горького (1966). Много лет работал в журнале «Огонёк», заведовал отделом поэзии.
Литературный дебют состоялся в 1964 году: цикл стихов Антошкин был опубликован в сборнике «Поэзия рабочих рук». Перу Евгения Антошкина принадлежит большое число поэтических сборников. Инициатор создания в 2006 году на базе Раменской центральной библиотеки известного литературного объединения «Раменские зори».
Лауреат литературных премий имени К. Симонова и «Золотое перо». Жил и работал в городе Раменское Московской области.
Оценивая творчество поэта Борис Леонов писал:

«Рядом с поэтом у его поэтического костра становится теплее и уютнее, душа полнится новыми предчувствиями и верой в новые свидания с лирическими откровениями Евгения Антошкина».

Произведения Евгения Антошкина переведены на болгарский язык. Проводятся литературные вечера памяти Евгения Антошкина
Пародию на стихотворение Антошкина
Меня не так пугают психи –
Они отходчивы,
Смелы.
Боюсь восторженных и тихих:
Одни глупы,
Другие злы.
написал Александр Иванов
Не всем дано понять, возможно,
Полет
Возвышенных идей.
И мне тоскливо и тревожно
Среди
Вменяемых людей.
Совсем другое дело – психи!
           <…>